# Jiří Kohout (politik)
Jiří Kohout (* 6. října 1967 Jablonec nad Nisou) je český politik a ekonom, od ledna 2014 do července 2015 předseda Věcí veřejných, v letech 2014 až 2018 zastupitel a radní města Přerov.

## Život
Absolvoval Vojenskou střední odbornou školu leteckou v Prešově. Později vystudoval obor ekonomie obrany státu na Fakultě vojenského leadershipu Univerzity obrany, kde v roce 2009 získal titul Ing.
V současnosti pracuje jako jednatel v přerovské společnosti CT-Fair s.r.o.
Jiří Kohout je ženatý.

## Politické působení
Do roku 2015 byl členem strany Věci veřejné.
Do politiky se pokoušel vstoupil, když v komunálních volbách v roce 2010 kandidoval jako člen Věcí veřejných do Zastupitelstva města Přerova na kandidátce subjektu Společně pro Přerov-koalice politických stran Věci veřejné, Strany zelených a Nezávislá volba, ale neuspěl. O čtyři roky později byl v komunálních volbách v roce 2014 zvolen jakožto člen VV na kandidátce subjektu Společně pro Přerov (navržen politickým hnutím Změna) zastupitelem města Přerova. Následně se v listopadu 2014 stal radním města.
Na celostátní konferenci Věcí veřejných v červnu 2012 byl zvolen místopředsedou strany. Ve funkci působil do února 2013. Ve volbách do Poslanecké sněmovny PČR v roce 2013 kandidoval jako nestraník za politické hnutí Změna v Olomouckém kraji, ale neuspěl.
Na sjezdu Věcí veřejných v Hradci Králové byl v lednu 2014 zvolen předsedou strany. Ve volbách do Evropského parlamentu v roce 2014 kandidoval na 3. místě kandidátky Věcí veřejných, ale neuspěl. V polovině července 2015 se strana Věci veřejné transformovala na spolek Věci veřejné a tím zanikl jeho mandát předsedy strany. První předsedkyní spolku byla zvolena poslankyně Olga Havlová.
V komunálních volbách v roce 2018 obhajoval mandát zastupitele města Přerov jako nestraník za stranu NEZÁVISLÁ VOLBA (NV) na kandidátce subjektu „Společně pro Přerov a Piráti-koalice politických stran České pirátské strany, Nezávislé volby a politického hnutí Změna“, ale neuspěl. Tím pádem skončil i ve funkci radního města.